# Inge Enthoven-Mokkenstorm
Inge Enthoven-Mokkenstorm (1 de diciembre de 1971) es una deportista neerlandesa que compitió en tiro con arco, en la modalidad de arco compuesto. Ganó una medalla de plata en el Campeonato Europeo de Tiro con Arco al Aire Libre de 2008 y una medalla de bronce en el Campeonato Europeo de Tiro con Arco en Sala de 2015.

## Palmarés internacional
| Campeonato Europeo al Aire Libre | Campeonato Europeo al Aire Libre | Campeonato Europeo al Aire Libre | Campeonato Europeo al Aire Libre |
| Año                              | Lugar                            | Medalla                          | Prueba                           |
| -------------------------------- | -------------------------------- | -------------------------------- | -------------------------------- |
| 2008                             | Vittel (Francia)                 | Medalla de plata                 | Equipo                           |
| Campeonato Europeo en Sala       |                                  |                                  |                                  |
| Año                              | Lugar                            | Medalla                          | Prueba                           |
| 2015                             | Koper (Eslovenia)                | Medalla de bronce                | Equipo                           |